# Don't Stop (The Rolling Stones)
Don't Stop è un singolo del gruppo rock inglese The Rolling Stones, pubblicato nel 2002 ed estratto dalla raccolta Forty Licks.

## Tracce
1. Don't Stop (Edit) - 3:29
2. Don't Stop (New Rock Mix) - 4:00
3. Miss You (Remix) - 8:35